# Hubert Pilčík
Hubert Pilčík (* 14. Oktober 1891 in Nový Hrozenkov; † 9. September 1951 in Pilsen) war ein tschechoslowakischer Serienmörder.

## Leben
Hubert Pilčík arbeitete in einer Škoda-Fabrik in Pilsen als Schlosser. Er heiratete später die elf Jahre jüngere Antonia Pilčík. Die Ehe blieb kinderlos.
Nach dem Zweiten Weltkrieg begann Pilčík ab 1948 mit dem Schmuggel von Menschen nach Österreich und Westdeutschland. Er begann jedoch bereits 1948 seine Kunden zu ermorden. Insgesamt brachte er von 1948 bis zu seiner Festnahme 1951 etwa 5 bis 10 Menschen um. Nach seiner Festnahme und einem Gerichtsprozess, in dem ihm 5 Morde zur Last gelegt wurden, nahm er sich in einem Gefängnis in Pilsen am 9. September 1951 das Leben.